# 달·행성 연구소
달·행성 연구소(Lunar and Planetary Laboratory)는 애리조나주 투산에 있는 행성과학 연구소이다. 애리조나 대학교 행성학과로 대학원 교육의 역할도 하고 있다. 달·행성 연구소는 행성 과학만을 위해 대학교에 존재하는 시설로는 세계에서 가장 큰 편에 속하며, 행성 과학 분야에서 높은 명성을 얻고 있다.

## 발자취
달·행성 연구소는 1960년 천문학자 제러드 카이퍼에 의해 설립되었다. 당시 카이퍼는 달을 비롯해 태양계를 연구하는 데 선구적인 역할을 해왔다. 그의 업적으로는 미란다와 네레이드의 발견, 화성의 이산화탄소와 타이탄 메테인 가스의 발견, 카이퍼 벨트의 예측 등이 있다.
카이퍼는 시카고 대학교에서 투산으로 왔는데, 이는 태양계 연구에 집중된 연구 시설을 만들기 위해서였으며, 또한 키트피크 국립천문대와 같은 잠재적인 세계수준의 관측소와 가까웠기 때문이다. 달·행성 연구소는 애리조나 대학교의 도움으로 설립되었으며, 카이퍼는 생애 마지막까지 연구소의 소장으로 재임했다.
연구 분야는 천문학, 물리학, 화학, 지질학, 지구물리학, 지구화학, 대기과학을 아우르는 학제간 연구를 바탕으로 한다. 이곳에 재학 중인 대학원생들 또한 여러 분야에서 오기 때문에 다양한 교과 과정을 갖고 있다.
연구소에 대학원 과정이 설립된 것은 1973년이며, 연구소의 소장이 학과장의 역할도 겸하고 있다. 현 소장은 마크 말리이다.